# Les Trois-Châteaux
Les Trois-Châteaux is een gemeente in het Franse departement Jura in de regio Bourgogne-Franche-Comté en maakt deel uit van het arrondissement Lons-le-Saunier.

## Geschiedenis
Les Trois-Châteaux is op 1 januari 2016 ontstaan door de fusie van de gemeenten L'Aubépin, Chazelles en Nanc-lès-Saint-Amour. Op 1 januari 2019 is de op die datum opgeheven gemeente Saint-Jean-d'Étreux aan Les Trois-Châteaux toegevoegd.

## Geografie

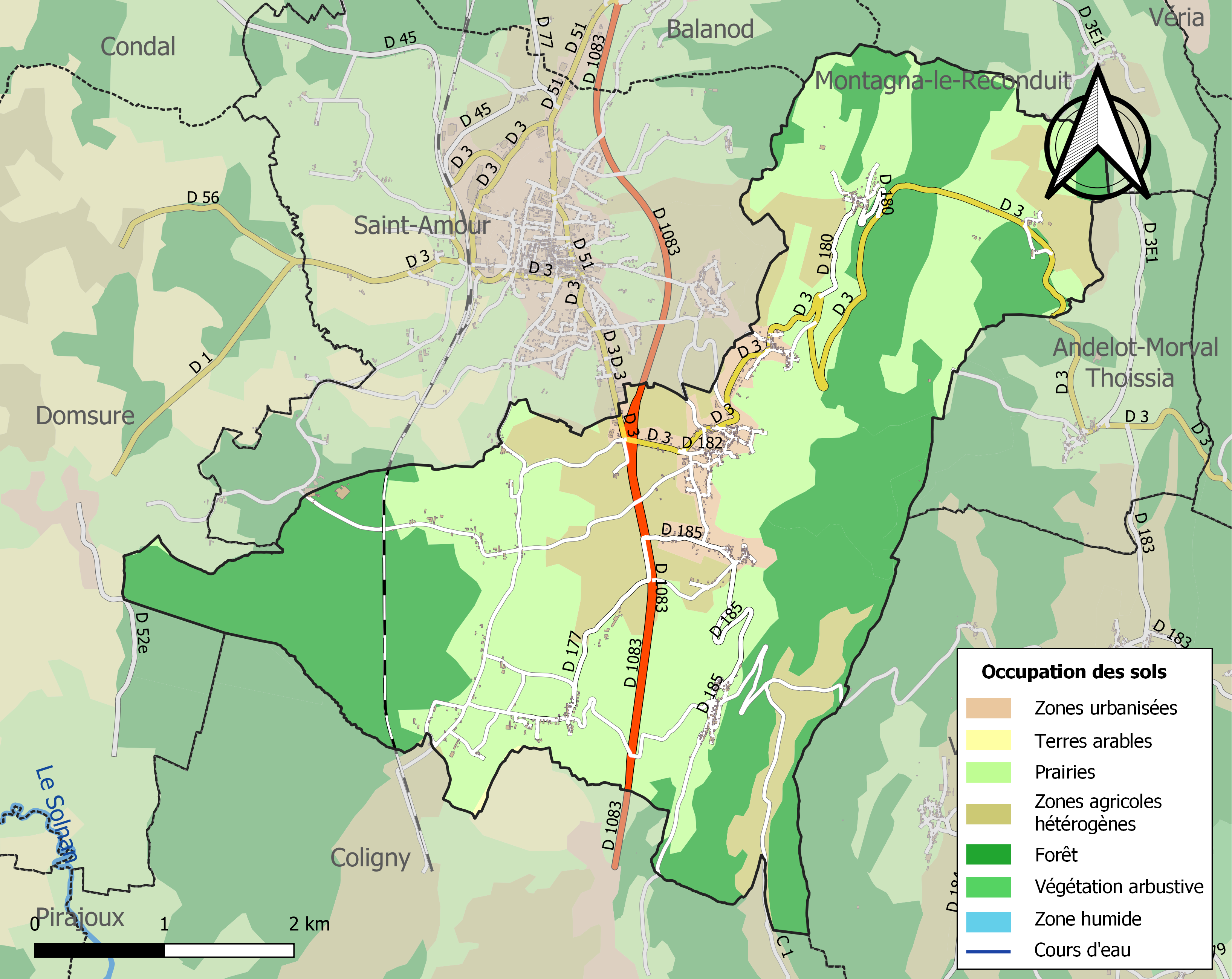
Kaart van de gemeente met de belangrijkste infrastructuur, bodemgebruik en omliggende gemeenten

## Afbeeldingen

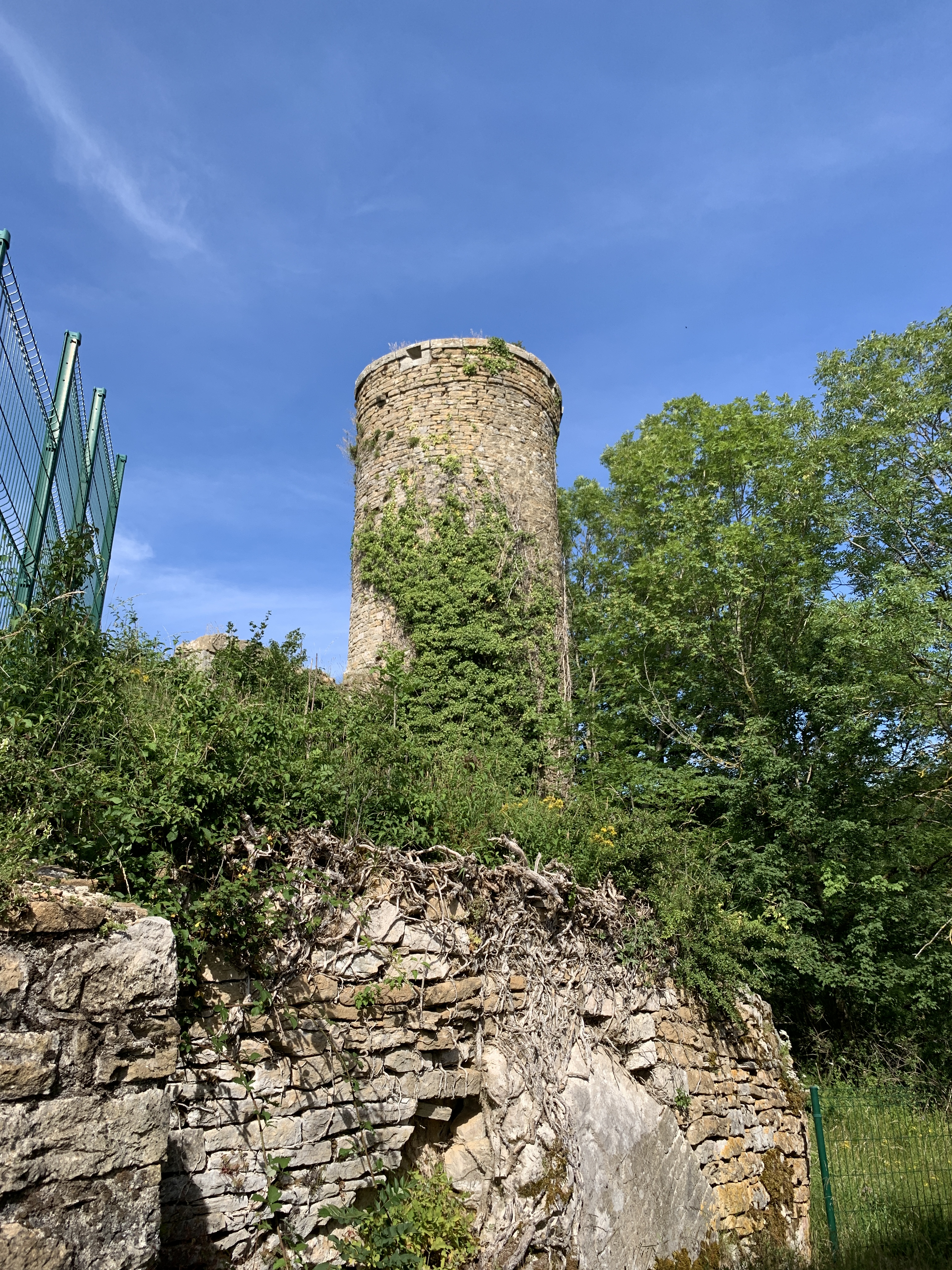
Château de L'Aubépin
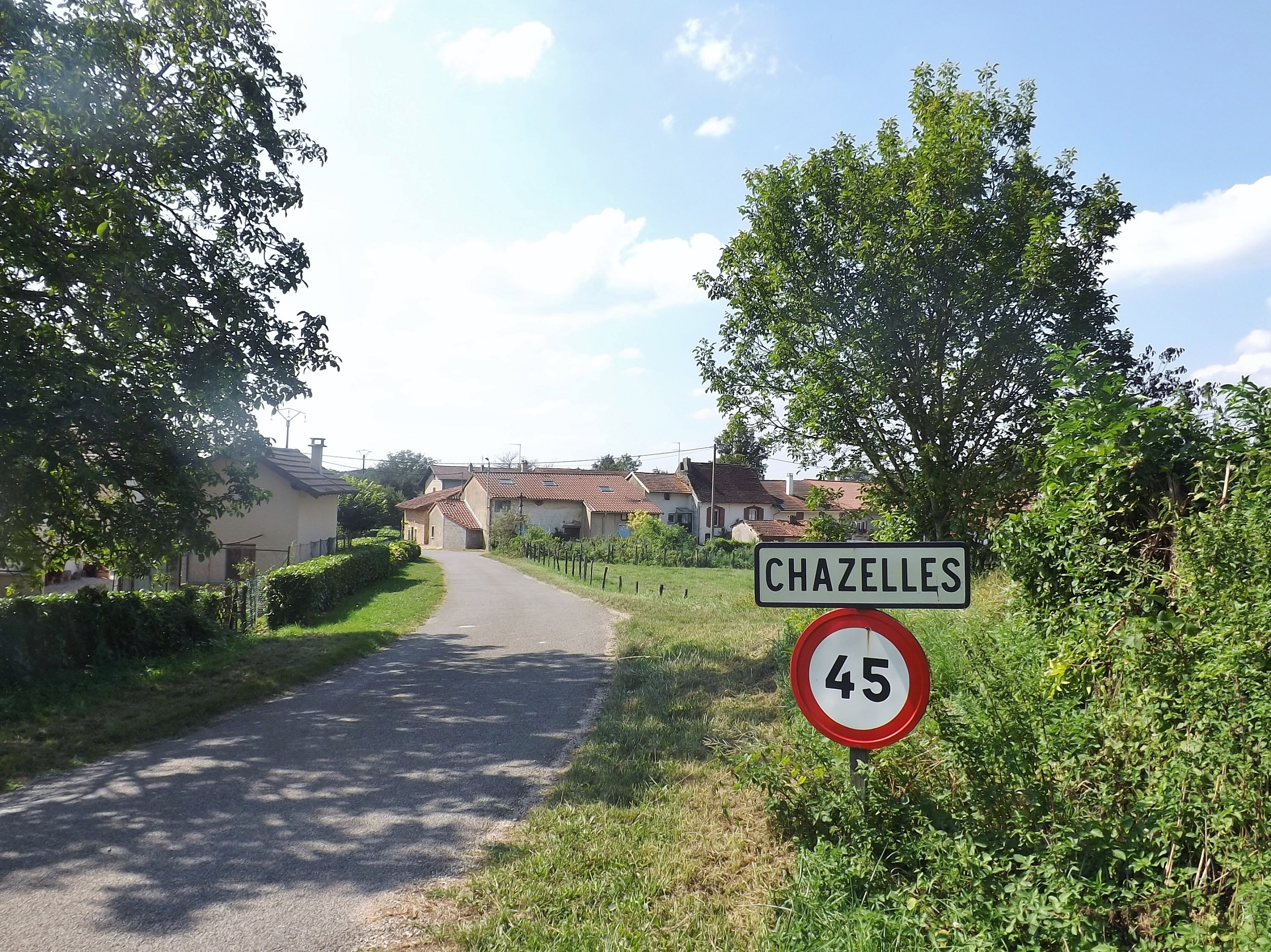
Gezicht op Chazelles
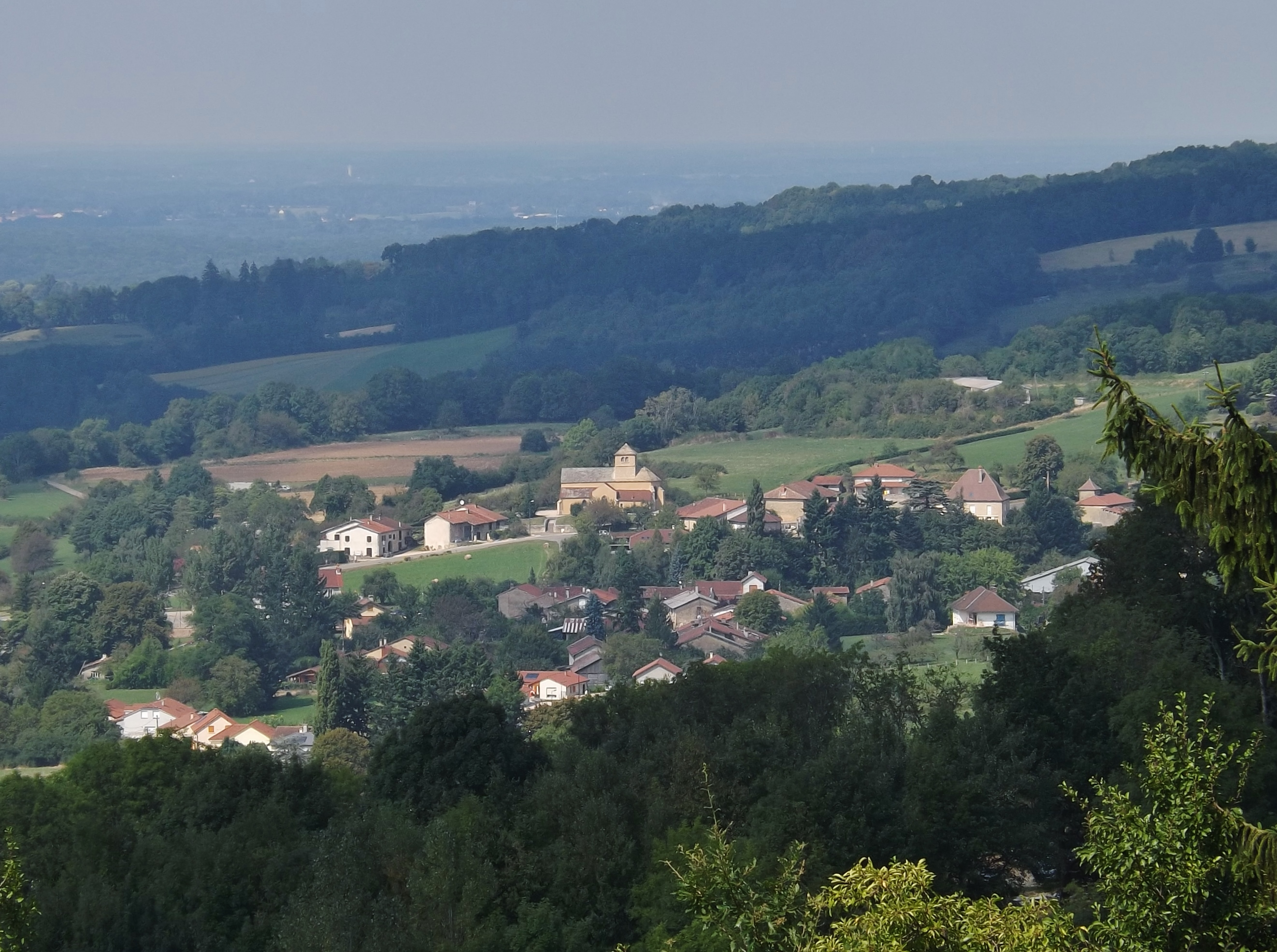
Gezicht op Nanc-lès-Saint-Amour
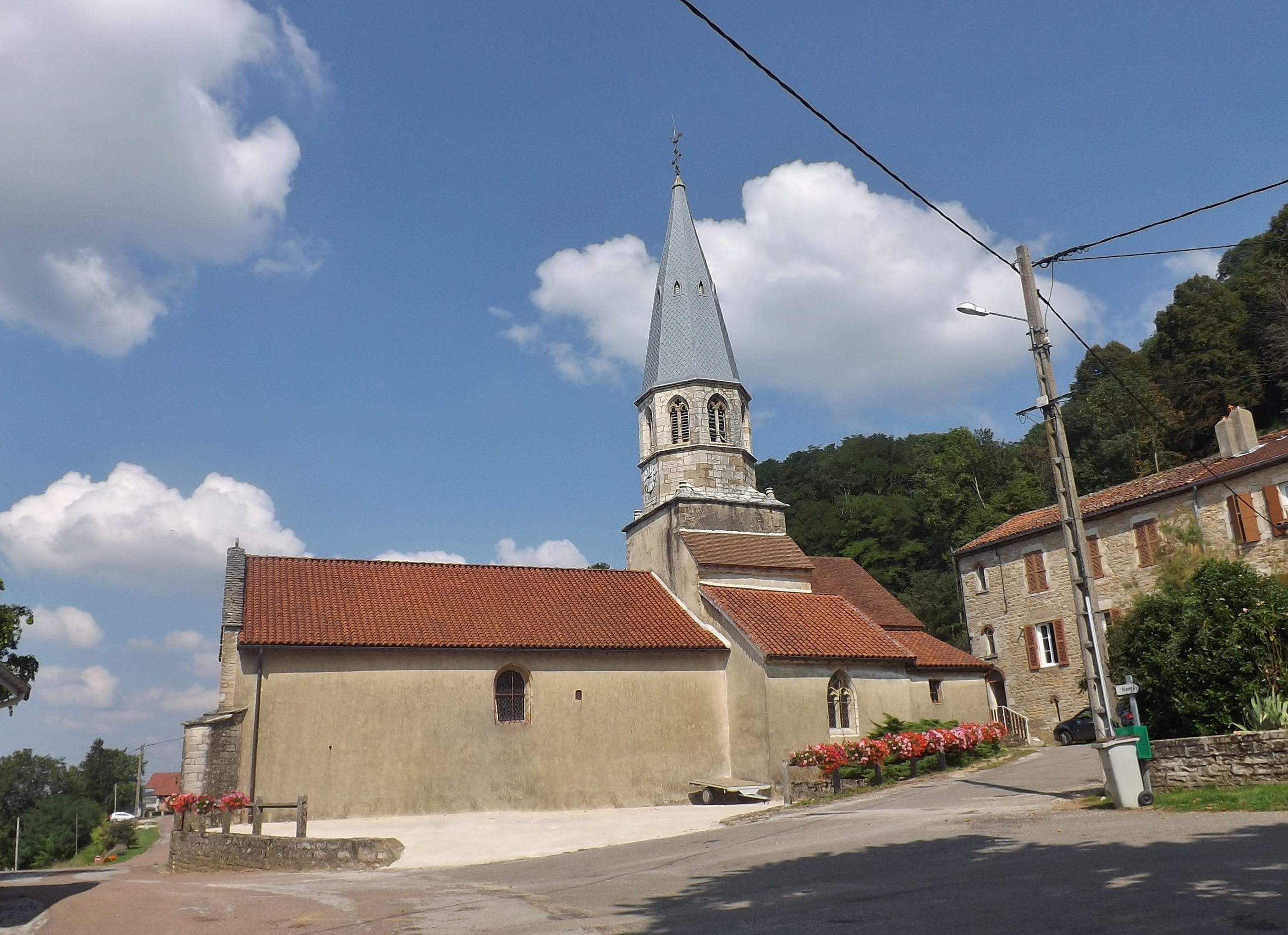
De kerk van Saint-Jean-d'Étreux

Andelot-Morval · Augea · Augisey · Balanod · Beaufort-Orbagna · Broissia · Cesancey · La Chailleuse · Chevreaux · Cousance · Cressia · Cuisia · Digna · Gigny · Gizia · Graye-et-Charnay · Loisia · Maynal · Monnetay · Montagna-le-Reconduit · Montfleur · Montlainsia · Montrevel · Rosay · Rotalier · Saint-Amour · Sainte-Agnès · Thoissia · Les Trois-Châteaux · Val-d'Épy · Val-Sonnette · Val Suran · Véria